# 橘麗美
橘 麗美（たちばな れいみ、1986年6月16日 - ）は、日本のグラビアアイドル。
鹿児島県大島郡与論町（与論島）出身。所属事務所は何度か移籍している（橘麗美時代はエヌアンドエスプロモーション→手力プロダクション）。
一時期は立花 麗美の名で活動していた。

## 来歴
全国女子高生制服コレクション（セイコレ☆ジャパン）2008年度Ladies準グランプリ、および日テレジェニック2008に選出。また、ミスFLASH2008にもエントリーされていたが、受賞はならなかった。また、北京オリンピックのサポーターガールを務めた。
トランスPOPの音楽ユニットNABIAのヴォーカルとしてCDもリリースしている。
「引退」発表と芸能界復帰
芸能界「引退」発表と復帰を何度かくり返している。また、かつての引退発表の際にはセクシー路線への転向に対する不満を吐露したこともあった。
2009年6月27日、自身のブログで芸能界引退を発表。同ブログ内で元々は歌手志望でありグラビアアイドルは望んで就いた仕事ではなく両親にも反対されていたこと、事務所移籍の際にトラブルがあったことを告白したほか、芸能界への不満も吐露している。最後のブログでは自身の仕事について「芸能界のほとんどは使えなければ手ブラ、Tバックにさせ、それでも駄目ならヌードやAVやらせて使い捨てる。そこまでしなきゃ私は駄目なのか。」にも書かれている通り、AVへの出演が引き金になったと言われたことがあったが、事実では無い。
ほか、引退後については「平和に過ごしたい。ちゃんとお給料貰える仕事に就きたい」とも記載している。
引退後は個人ブログで心境を報告しているにとどまっていたが、2009年8月10日の記事で芸能界復帰を発表した。同年8月15日に正式に芸能界復帰が報道され、芸名を今までの橘麗美から立花麗美へと改名し、ディーアンドエルプロモーションに所属し活動していたが2011年6月、同事務所の退所を公表し事実上引退した。
その後、2012年5月21日号の『週刊プレイボーイ』で旧名の橘麗美に再改名して復帰した。
しかし、2014年10月現在、公式ブログ及びTwitterも削除されており、芸能活動は再び引退に等しい状態である。

## 作品

### DVD
- グラドル戦隊!!　退魔巫女戦騎　トリプルランサーF（後編）（2009年6月12日、ZENピクチャーズ）
- Reimi（2008年7月、彩文館出版）
- 日テレジェニック 2008 橘麗美（2008年9月、VAP）
- 引退宣言（2009年9月4日、QH映像）
- Sweet Island（2010年1月31日、BNS）
- Sweet Fairy（2010年6月30日、BNS）
- Sweet Heart/立花麗美（2010年12月24日、BNS）
- Non-Fiction（2012年9月21日、竹書房）
- Private（2013年2月20日、ラインコミュニケーションズ）

## 出演

### 立花麗美時代

#### テレビ
- カード学園（TBS）

#### ラジオ
- まだまだゴチャ・まぜっ!〜集まれヤンヤン〜（MBSラジオ、2010年10月16日・23日）

### 橘麗美時代

#### テレビ
- アナザースカイ（日本テレビ、2008年10月17日・11月7日放送） - リポーター
- やりすぎコージー（テレビ東京）
- アタシんちの男子（フジテレビ、第5話・第6話に出演）
- ゴッドタン（テレビ東京、2009年5月20日放送） - ゲスト
- 志村屋です。（フジテレビ、2010年1月27日放送）- 「志村診察室」ゲスト
- 全力坂（テレビ朝日、2010年2月16日深夜放送）
- 女神降臨 #27（MONDO TV、2011年10月2日）

#### ラジオ
- RABラジオ・チャリティー・ミュージックソン（青森放送、2008年12月24 - 25日）

#### 映画
- 走り屋ZERO（2009年6月27日公開）

#### Web
インターネット番組
- ハイキングウォーキングのアイドル★チェキ!（GyaOジョッキー、2008年2月6日 - ゲスト出演）
- 告っちゃ!（GyaOジョッキー、2009年4月24日 - ゲスト出演）
- アメリカザリガニのアイドル★チェキ!II（GyaOジョッキー、2009年6月1日 - ゲスト出演）
- アイパイ★ちゃんねる生放送！！（ニコニコ動画 アイパイ★ちゃんねる）

オンラインゲーム
- ゲームヤロウ（株）が運営するオンラインレーシングゲーム「トランスピー」の名誉GMに就任 （2008年12月19日）

その他のWebコンテンツ
- 携帯サイト「アイドルがイッパイ」
- 携帯サイト「どっきりクイーン」
- 携帯サイト「俺、極楽盛り」
- PCサイト「デスクトップギャルコレクション」

## 書籍

### 写真集
- Reimi（2008年9月、彩文館出版、撮影：上野勇）ISBN 978-4775603147
- ヒトリジメ（2009年3月、山岸伸写真事務所）